# Ballyjamesduff
Ballyjamesduff (in irlandese: Baile Shéamais Dhuibh  che significa "città di Giacomo il Nero") è una cittadina nella contea di Cavan, in Irlanda.